# Tennis-Bundesliga (Österreich)
Die Tennis-Bundesliga bezeichnet die höchste Spielklasse im Tennis in Österreich.
Seit 2009 wird die höchste Liga in Österreich offiziell als Bundesliga bezeichnet, vorher wurde der Titel des Österreichischen Mannschaftsmeisters als Staatsmeister vergeben. Die Bedingungen zur Austragung der Ligen sind ähnlich wie in Deutschland in Durchführungsbestimmungen geregelt.

## Ligasystem
In Österreich gibt es im Gegensatz zu Deutschland auch in höheren Altersklassen eine Bundesliga. Während in Deutschland außer den Damen und Herren nur die Herren 30 einen Mannschaftsmeister ermitteln, wird in Österreich der Meister für die Altersklassen Damen, Damen 35, 45 und 55 sowie Herren, Herren 35, 45, 55, 60, 65 und 70 ermittelt.
Die 1. Bundesliga besteht derzeit für Damen und Herren aus jeweils zehn Mannschaften, die in zwei Gruppen zu je fünf Mannschaften die Gruppenspiele absolvieren. Innerhalb jeder Gruppe spielt jede Mannschaft gegen jede andere. Die erst- und zweitplatzierten aus den Gruppenspielen ermitteln in zwei Halbfinals über Kreuz die beiden Finalisten, die dann um den österreichischen Mannschaftsstaatsmeistertitel spielen.
Die beiden Gruppenletzten jeder Gruppe ermitteln ebenfalls über Kreuz die beiden in der Bundesliga verbleibenden Mannschaften. Die beiden Verlierer dieser Spiele ermitteln in einem Abstiegsspiel dessen siegreiche Mannschaft ebenfalls in der Bundesliga verbleiben darf. Der Verlierer des Abstiegsspiels steigt in die 2. Bundesliga ab.
Die Bundesligen wurden aber in der Vergangenheit auch mit acht Mannschaften in zwei Gruppen zu je vier Mannschaften oder bei den Damen in den Jahren 2013 bis 2016 in einer Liga mit insgesamt sieben Mannschaften ausgespielt.
Der Aufsteiger in die 1. Bundesliga wird in der 2. Bundesliga ermittelt. Dort spielen sowohl bei den Herren als auch bei den Damen die 8 bis 9 Mannschaften in einem Ligasystem (Jeder gegen Jeden) um den Aufstieg. Der Bestplatzierte der Gruppenspiele ist automatisch der Aufsteiger in die 1. Bundesliga. Der Letzte und Vorletzte der Endtabelle steigt in die jeweilige Landesliga ab.
Bei den anderen oben genannten Altersklassen wird die Bundesliga teils auch mit einer anderen Anzahl an Mannschaften im Ligasystem (Jeder gegen Jeden) ausgetragen. Nachdem die Endtabelle feststeht werden Playoffs mit 1. Runde, Halbfinale und Finale ausgetragen. Der Sieger des Finales ist dann der Österreichische Mannschaftsmeister Senioren in der jeweiligen Altersklasse.
Als Besonderheit in der Österreichischen Bundesliga spielen die Damen nicht wie regulär sechs Einzel und drei Doppel pro Spielbegegnung, sondern fünf Einzel und zwei Doppel.

## Liste der österreichischen Mannschaftsstaatsmeister
Die österreichische Mannschaftsmeisterschaft wird seit 1947 ausgespielt, anfangs in gemischten Mannschaften. Erst seit 1951 werden getrennte Mannschaftsmeisterschaften für Damen und Herren ausgetragen. Die österreichische Tennis-Bundesliga wurde 2009 gegründet und spielt den jeweiligen Meister in zwei Gruppen mit anschließenden Halbfinal- und Finalspielen aus.
| Jahr | Herren                  | Damen                  |
| ---- | ----------------------- | ---------------------- |
| 2019 | ATV Irdning             | ULTV Linz              |
| 2018 | ATV Irdning             | Grazer Parkclub        |
| 2017 | 1. Salzburger TC        | Team Oberösterreich    |
| 2016 | TC Gleisdorf            | Team Oberösterreich    |
| 2015 | TC Schwarzenberg        | 1. Salzburger TC       |
| 2014 | 1. Klosterneuburger TV  | Team Oberösterreich    |
| 2013 | TC Kirchdorf            | 1. Salzburger TC       |
| 2012 | TC Gleisdorf            | Team Oberösterreich    |
| 2011 | ULTV Linz               | 1. Klosterneuburger TV |
| 2010 | TC Gleisdorf            | Team Oberösterreich    |
| 2009 | UTC Vandans             | 1. Salzburger TC       |
| 2008 | UTC Gmunden             | TC Hard                |
| 2007 | UTC Gmunden             | Team Oberösterreich    |
| 2006 | ULTV Linz               | TC Altenstadt          |
| 2005 | Union Klagenfurt        | 1. Salzburger TC       |
| 2004 | ULTV Linz               | Team Oberösterreich    |
| 2003 | Team Oberösterreich     | BMTC Mödling           |
| 2002 | Grazer AK               | 1. Salzburger TC       |
| 2001 | ULTV Linz               | BMTC Mödling           |
| 2000 | ULTV Linz               | Wiener AC              |
| 1999 | TC Tennispoint Pasching | BMTC Mödling           |
| 1998 | TC Burgenland           | UTC Asten              |
| 1997 | TC Burgenland           | BMTC Mödling           |
| 1996 | TC Burgenland           | Wiener AC              |
| 1995 | Blau-Weiß Wien          | BMTC Mödling           |
| 1994 | Villacher SV            | UTC Neudörfl           |
| 1993 | TC Ober St. Veit        | BMTC Mödling           |
| 1992 | Blau-Weiß Wien          | 1. Salzburger TC       |
| 1991 | Grazer AK               | 1. Salzburger TC       |
| 1990 | Blau-Weiß Wien          | Wiener Park Club       |
| 1989 | Grazer AK               | 1. Salzburger TC       |
| 1988 | TK IEV Innsbruck        | 1. Salzburger TC       |
| 1987 | BMTC Mödling            | 1. Salzburger TC       |
| 1986 | TK IEV Innsbruck        | 1. Salzburger TC       |
| 1985 | Blau-Weiß Wien          | 1. Salzburger TC       |
| 1984 | Blau-Weiß Wien          | 1. Salzburger TC       |
| 1983 | Blau-Weiß Wien          | BMTC Mödling           |
| 1982 | ULTV Linz               | BMTC Mödling           |
| 1981 | 1. Salzburger TC        | Wiener AC              |
| 1980 | TK IEV Innsbruck        | Wiener AC              |
| 1979 | ULTV Linz               | BMTC Mödling           |
| 1978 | UTC Fischer Ried        | BMTC Mödling           |
| 1977 | TK IEV Innsbruck        | BMTC Mödling           |
| 1976 | Blau-Weiß Wien          | Wiener AC              |
| 1975 | Blau-Weiß Wien          | Wiener AC              |
| 1974 | UTC Fischer Ried        | BMTC Mödling           |
| 1973 | UTC Fischer Ried        | BMTC Mödling           |
| 1972 | TK IEV Innsbruck        | BMTC Mödling           |
| 1971 | Villacher SV            | Union Klagenfurt       |
| 1970 | Schwechater TC          | Wiener AC              |
| 1969 | Schwechater TC          | Wiener AC              |
| 1968 | Schwechater TC          | TK IEV Innsbruck       |
| 1967 | BMTC Mödling            | Wiener AC              |
| 1966 | Schwechater TC          | Wiener AC              |
| 1965 | BMTC Mödling            | Wiener AC              |
| 1964 | Villacher SV            | Wiener AC              |
| 1963 | Villacher SV            | Wiener AC              |
| 1962 | Blau-Weiß Wien          | Wiener AC              |
| 1961 | Villacher SV            | Blau-Weiß Wien         |
| 1960 | TK IEV Innsbruck        | Wiener AC              |
| 1959 | Blau-Weiß Wien          | Wiener AC              |
| 1958 | Blau-Weiß Wien          | Blau-Weiß Wien         |
| 1957 | TK IEV Innsbruck        | Blau-Weiß Wien         |
| 1956 | TK IEV Innsbruck        | Blau-Weiß Wien         |
| 1955 | Blau-Weiß Wien          | Blau-Weiß Wien         |
| 1954 | Blau-Weiß Wien          | Blau-Weiß Wien         |
| 1953 | Blau-Weiß Wien          | Wiener Park Club       |
| 1952 | Blau-Weiß Wien          | Wiener Park Club       |
| 1951 | Wiener Park Club        | Wiener Park Club       |
| 1950 | Blau-Weiß Wien          | Blau-Weiß Wien         |
| 1949 | Wiener AC               | Wiener AC              |
| 1948 | Wiener AC               | Wiener AC              |
| 1947 | Wiener AC               | Wiener AC              |